# Икское землетрясение (2011)
Сильное землетрясение у побережья центрального Перу магнитудой 6,9, произошло 28 октября 2011 года в 13 часов 54 минуты по местному времени в 51 км к юго-западу от города Ика. Гипоцентр землетрясения находился на дне Тихого океана на глубине 24-х километров.

## Последствия
В провинции Хуаманга в регионе Аякучо была прервана консульская сессия. В Ика прервалась подача электричества, в Пальпа в домах появились трещины, во многих городах была нарушена сотовая связь (спустя несколько часов телефонная связь и подача электричества были восстановлены). Изменился уровень моря: море ушло на 10 метров от побережья Сан Андрес. Одна и самых больших в мире шахт по добыче меди «Южная Медь» сообщила, что она не пострадала в результате землетрясения. В провинции Хуанкавелика (к северо-востоку от провинции Ика) школа была закрыта из-за полученного ею уронa, нанесенного землетрясением, а в перуанской провинции Асенсьон несколько заброшенных лачуг обрушились. В городе Чинча, что на побережье Перу и в 120 км к северу от эпицентра, отмечалась паника: в частности, родители побежали в школы спасать своих детей.

## Жертвы и пострадавшие
1 человек погиб, 104 человека получили ранения. 341 дом обрушился, 515 — получили повреждения, получили повреждения и по 2 храма и оздоровительных центра, 1705 человек остались без крова..

## Официальная реакция
Президент Перу Ольянта Хумала, находившийся во время землетрясения в Парагвае, призвал население к спокойствию.
Председатель Совета Министров, Лернер Гхитис, приказал немедленно мобилизировать институт национальной гражданской обороны для определения возможных последствий сильного землетрясения, поразившего несколько регионов страны.

## Помощь
1,89 тонн крыш и палаток были предоставлены региону. 45 палаток/крыш были предоставлены провинции Ика, из которых 24 расположены в Пачакутек, 4 в Парконе и 17 в Тингуйна.